# Openmoko Linux
Openmoko Linux，縮寫為OM，由OpenMoko專案，基於Linux內核，發展出來的行動作業系統，作為智慧型手機的開發之用。它是以Ångström distribution來進行開發，並搭配許多自由軟體。OpenMoko 專案開發出的Openmoko Neo 1973 與 Neo FreeRunner 兩隻手機，都是應用這個作業系統。

## 外部連結
- 官方網站（页面存档备份，存于）